# War (banda)
War (originalmente llamada Eric Burdon and War) es una banda estadounidense de funk y rock de Long Beach, California, conocida por varias canciones de éxito (entre ellas "Spill the Wine", "The World Is a Ghetto", "The Cisco Kid", "Why Can't We Be Friends?", "Low Rider" y "Summer"). Formada en 1969, War es una banda de mestizaje musical que fusiona elementos de rock, funk, jazz, música latina, rhythm and blues, psicodelia y reggae. Según el escritor musical Colin Larkin, su "potente fusión de funk, R&B, rock y estilos latinos produjo un sonido soul progresivo", mientras que Martin C. Strong los llama "uno de los combos de soul progresivo más feroces de los años 70". Su álbum The World Is a Ghetto fue el más vendido de Billboard en 1973. La banda trascendió las barreras raciales y culturales con una formación multiétnica. War sufrió muchos cambios de formación a lo largo de su existencia, dejando a Leroy "Lonnie" Jordan como único miembro original de la formación actual; otros cuatro miembros crearon un nuevo grupo llamado Lowrider Band.

## Miembros

### Miembros actuales
- Leroy «Lonnie» Jordan: teclado, voz (1969-)
- Stuart Ziff: guitarra, voz (2002-)
- Scott Martin: saxofón, flauta (2017-)
- Stanley Behrens: armónica (2011-)
- Sal Rodríguez: batería, percusión, voz (1990-)
- David «Pug» Rodriguez: percusión, voz (2011-)
- Marcos Reyes: percusión (1998-)
- Trevor Huxley: bajo (2015-)

### Miembros originales
- Eric Burdon: voz (1969-1971)
- Howard E. Scott: guitarra, voz (1969-1994)
- Lee Oskar: armónica, voz (1969-1994)
- Thomas «Papa Dee» Allen: percusión, voz (1969-1988; fallecido en 1988)
- Charles Miller: saxofón, voz (1969-1980; fallecido en 1980)
- B.B. Dickerson: bajo, voz (1969-1979; fallecido en 2021)
- Leroy «Lonnie» Jordan: teclado, voz (1969-)
- Harold Ray Brown: batería, voz (1969-1994)

### Miembros anteriores
- Ron Hammon: batería, percusión (1979-1996)
- Pat Rizzo: saxofón, flauta, voz (1980-1983, 1993-1995; fallecido en 2021)
- Luther Rabb: bajo, voz (1979-1984; fallecido en 2006)
- Alice Tweed Smith: percusión, voz (1979-1981)
- Ricky Green: bajo, voz (1984-1989)
- Tetsuya «Tex» Nakamura: armónica, voz (1993-2006)
- Rae Valentine: teclado, percusión, voz (1993-2001)
- Kerry Campbell: saxofón (1993-1998)
- Charles Green: saxofón, flauta (1993-1995)
- J. B. Eckl: guitarra, voz (1994-1996)
- Lance Ellis: saxofón, flauta (1994-2020)
- Smoky Greenwell: armónica (1994-1996)
- Sandro Alberto: guitarra, voz (1996-1998)
- Richard Marquez: batería, percusión (1996-1997)
- Kenny Hudson: percusión (1997-1998)
- Fernando Harkless: saxofón (1998-2011)
- James Zota Baker: guitarra, voz (1998-2002)
- Pancho Tomaselli: bajo, voz (2003-2015)
- Mitch Kashmar: armónica, voz (2006-2011)
- David Urquidi: saxofón, flauta (2011-2017)

## Discografía

### Álbumes de estudio
- 1970: Eric Burdon Declares "War" (como Eric Burdon and War)
- 1970: The Black-Man's Burdon (álbum doble, como Eric Burdon and War)
- 1971: War
- 1971: All Day Music
- 1972: The World Is a Ghetto
- 1973: Deliver the Word
- 1975: Why Can't We Be Friends?
- 1976: Love Is All Around (War con Eric Burdon, en mayoría grabaciones del periodo 1969–1970 no publicadas)
- 1976: Platinum Jazz (álbum doble, mitad nuevo, mitad compilación)
- 1977: Galaxy
- 1978: Youngblood (soundtrack)
- 1979: The Music Band
- 1979: The Music Band 2
- 1982: Outlaw
- 1983: The Music Band – Jazz
- 1983: Life (is So Strange)
- 1985: Where There's Smoke
- 1987: On Fire
- 1994: (Peace Sign) (álbum doble en la edición de LP)
- 2014: Evolutionary

### Álbumes en vivo
- 1974: War Live (álbum doble)
- 1980: The Music Band Live
- 2008: Greatest Hits Live (también vendido en DVD)

### Compilaciones
- 1976: Greatest Hits (incluida una nueva canción)
- 1982: The Best of the Music Band
- 1987: The Best of War... and More (incluidas dos nuevas canciones y un remix)
- 1996: The Best of Eric Burdon and War
- 1996: Anthology (1970–1994) (álbum doble)
- 1999: Grooves and Messages (álbum doble, mitad compilación, mitad remixes)
- 2003: The Very Best of War (álbum doble, similar a "Anthology")

### Álbumes de relanzamiento
- 1992: Rap Declares War (varios artistas, con samples de la banda)
- 1997: War Stories (álbum solista de Lonnie Jordan, incluidas seis covers de canciones previamente grabadas por War)